# Сентралия
Сентралия (на английски: Centralia) е град в окръг Люис, щата Вашингтон, САЩ. Сентралия е с население от 14 742 жители (2000) и обща площ от 19,3 km². Намира се на 57 m надморска височина. ЗИП кодът му е 98531, а телефонният му код е 360.